# タッド岡本
タッド 岡本（タッド おかもと、1947年（昭和22年）11月10日 - ）は、日本の元プロボクサー。第18代日本フェザー級王者。本名：岡本 正（おかもと ただし）。

## 経歴
日本大学在学中に、1968年メキシコシティーオリンピックに男子フェザー級で出場し、1回戦敗退した。
1969年11月15日、リキ金谷ジムより本名でプロデビューし、後藤三郎に1回KO勝ち。
1970年8月14日、サルトビ小山に3回KO負けを喫し、プロ初黒星。
1971年5月17日の藤古幸雄戦よりリングネームをタッド岡本に改名。
日本人初の2階級世界王者ファイティング原田が設立したトーア・ファイティングジムへ移籍し、1971年9月14日にホノルルでベン・ビラフロアと対戦し、初回55秒KO負けを喫した。
1972年5月4日、日本フェザー級王者進藤公雄と対戦し、判定勝ちを収め王座を獲得。
1972年7月19日、キム・ヒョンが持つOPBF東洋太平洋フェザー級王座に挑戦するが、1回TKO負けで東洋太平洋王座獲得ならず。
1972年9月9日、三政直相手に初防衛戦を行うが、8回KOで敗れ初防衛失敗。これを最後に引退。

## 獲得タイトル
- 第18代日本フェザー級王座(防衛0)